# Östra Skrukeby kyrka
Östra Skrukeby kyrka är en kyrkobyggnad i Skrukeby i Östra Skrukeby socken i Östergötland. Den ligger omkring (kyrka) 2 mil nordost om Linköping och tillhör Åkerbo församling i Linköpings stift.

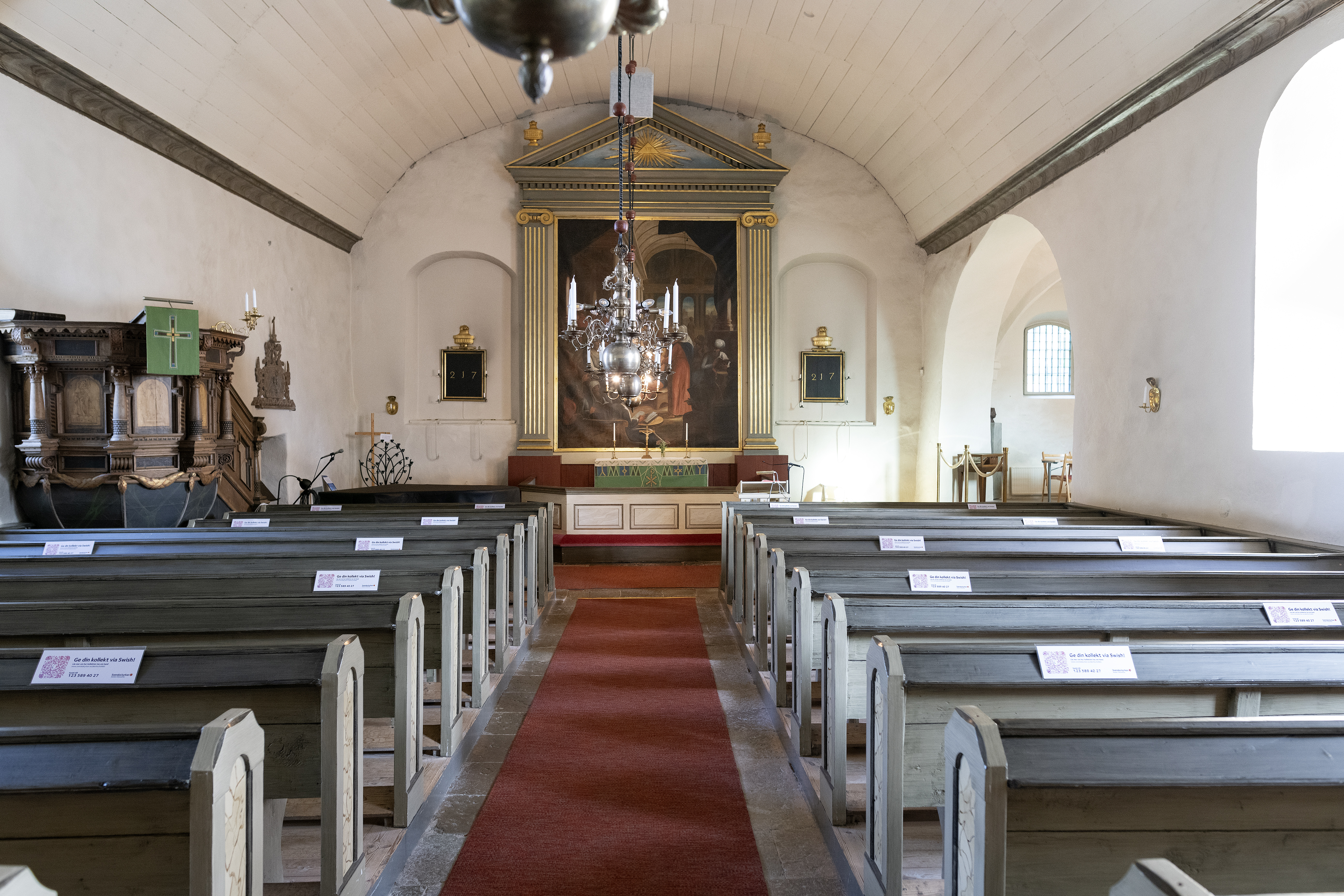
Östra Skrukeby kyrkorummet 2020

## Kyrkobyggnaden
Östra Skrukeby kyrka är en medeltida landsortskyrka. Den ligger på en liten höjd med utsikt över Roxen och består av ett rektangulärt långhus med rakslutet korparti, sakristia i norr och vapenhus i såväl söder som väster. På korets södra sida ligger ett polygonalt gravkor. Kyrkan är vitputsad och har rundbågiga fönster. Kyrkorummet nås via de båda vapenhusen. Kyrkans klockstapel står i kyrkogårdens sydvästra del.
Kvar från den äldsta stenkyrkan finns långhusets sydportal med en rikt skulpterad omfattning. Troligen härstammar den från 1100-talets senare del. Stilen anknyter till monumenten i Lunds domkyrka. Den järnsmidda träporten i portalen är sannolikt samtida; träet avverkades på 1130-talet.
Invändigt syns enbart enstaka spår av den romanska medeltidskyrkan. En ombyggnad under slutet av 1700-talet gav byggnaden en sengustaviansk prägel.

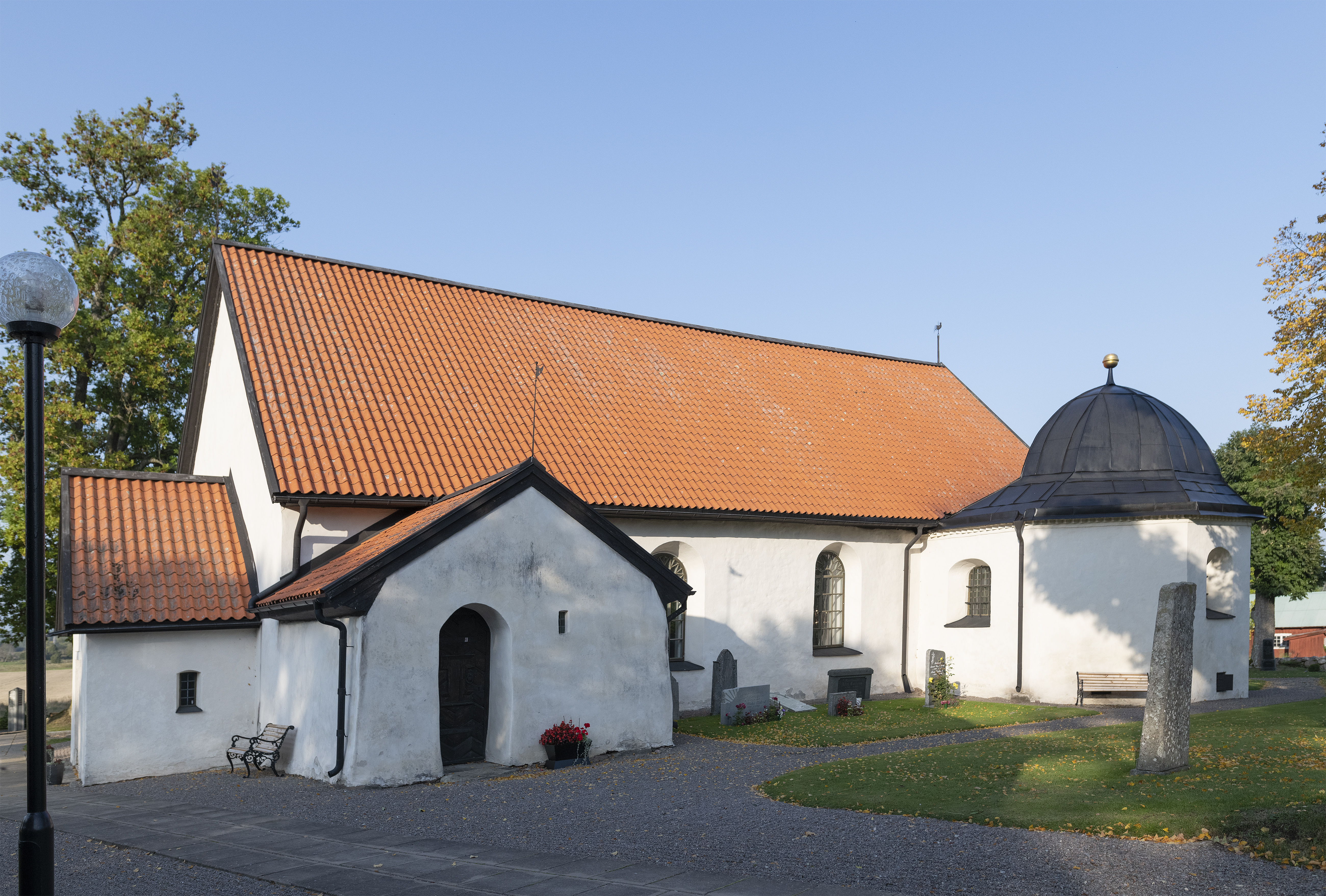
Östra Skrukeby kyrka Östergötland exteriör 2020
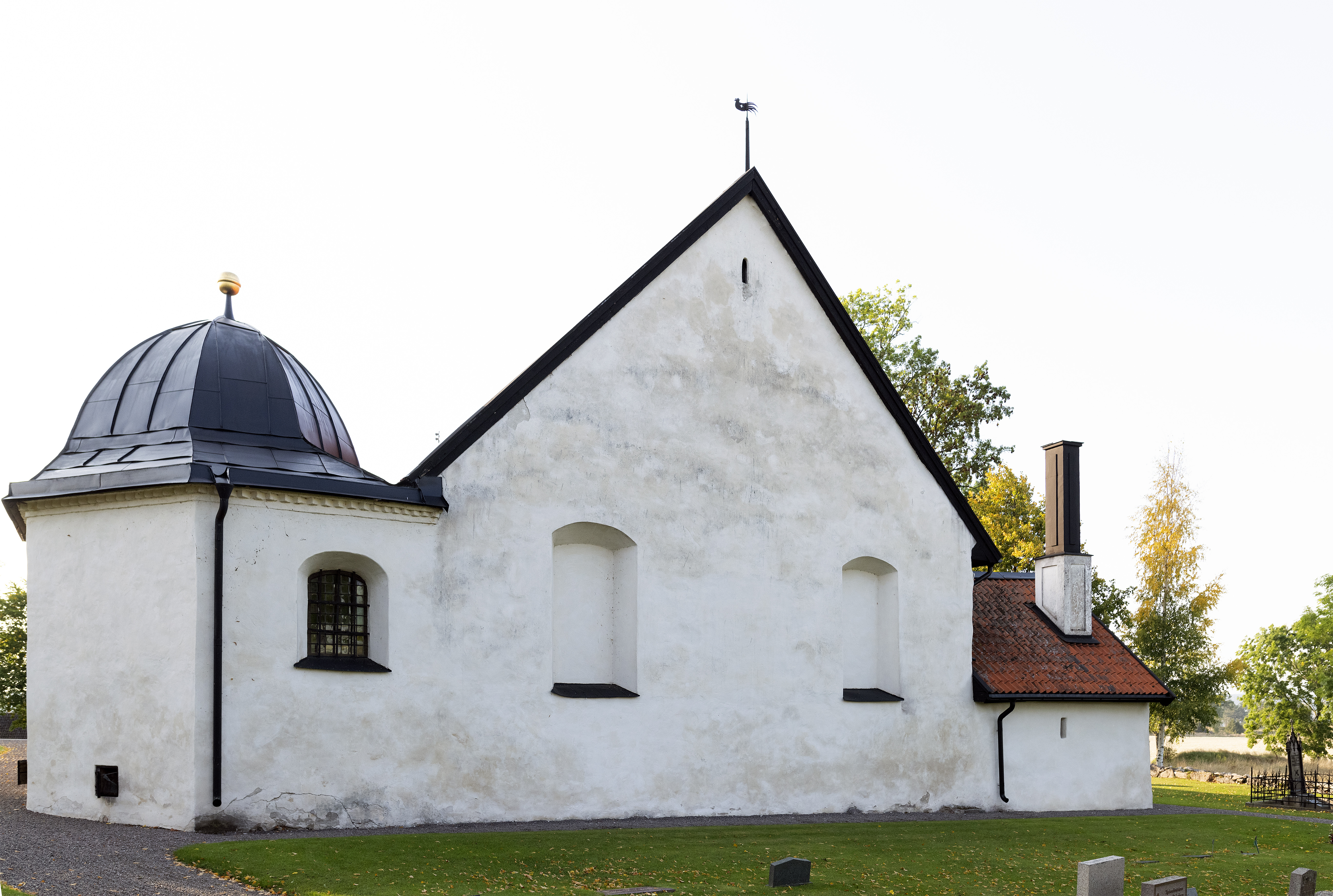
Östra Skrukeby kyrka Östergötland exteriör 2020
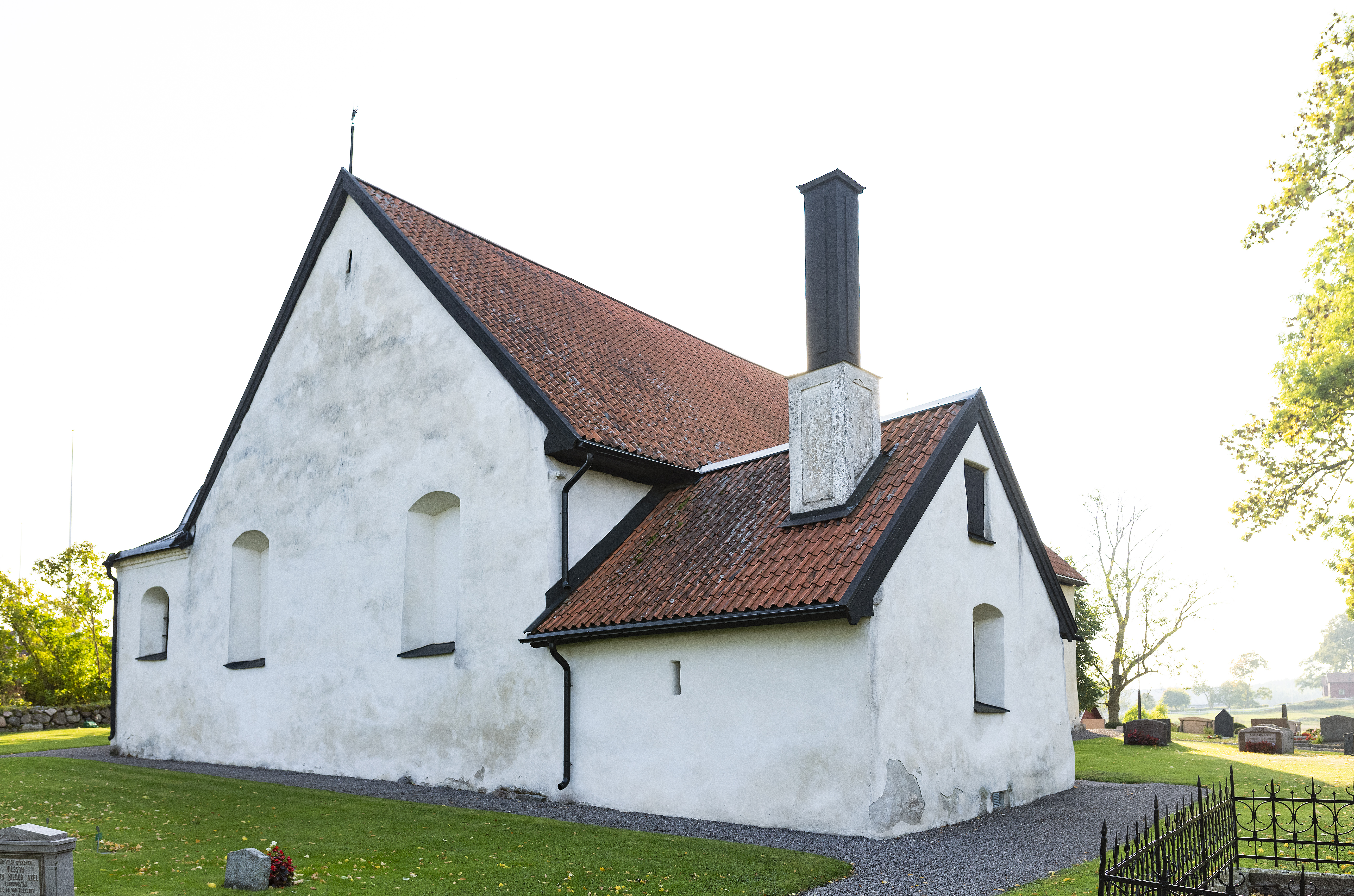
Östra Skrukeby kyrka Östergötland exteriör 2020
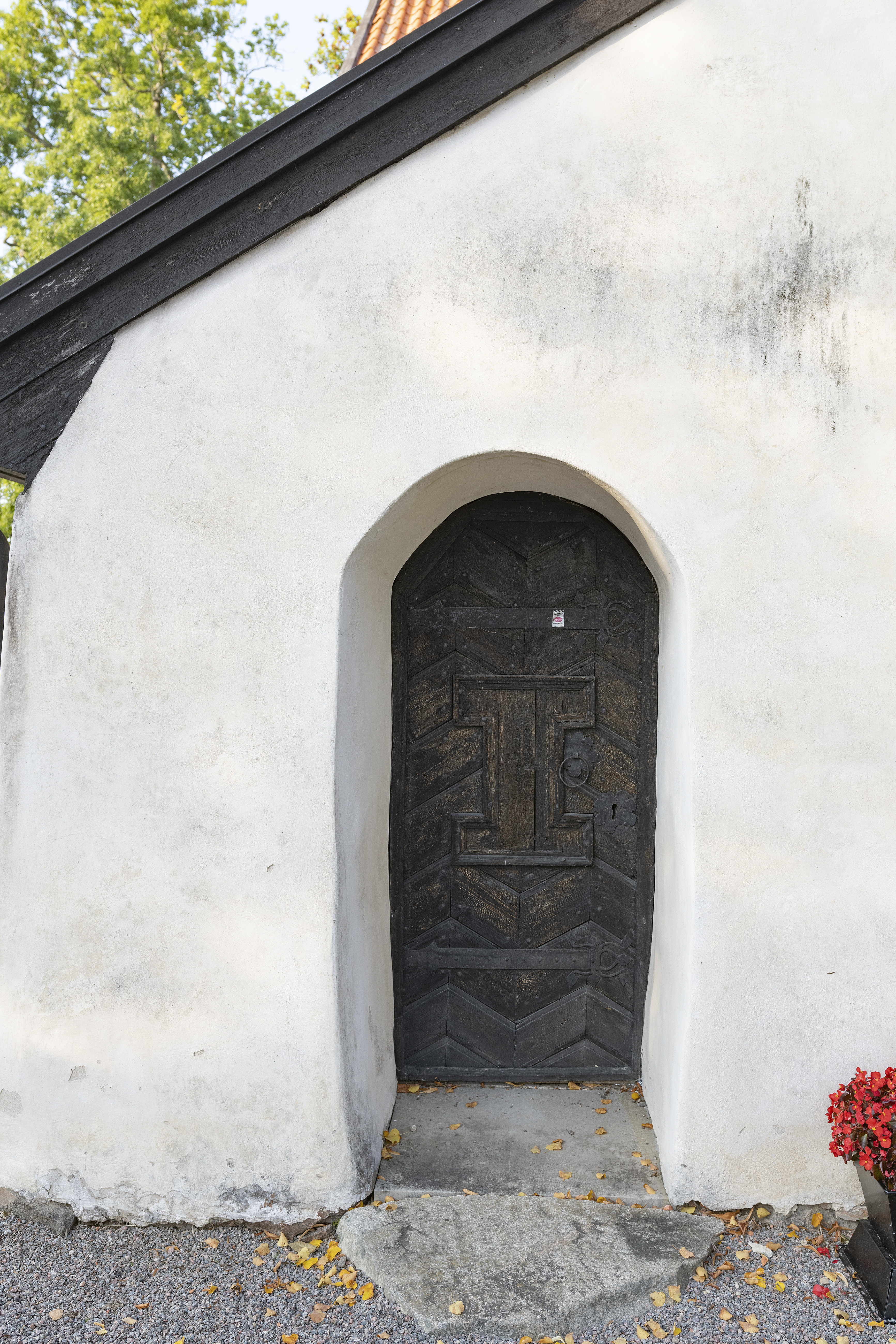
Portal till vapenhuset
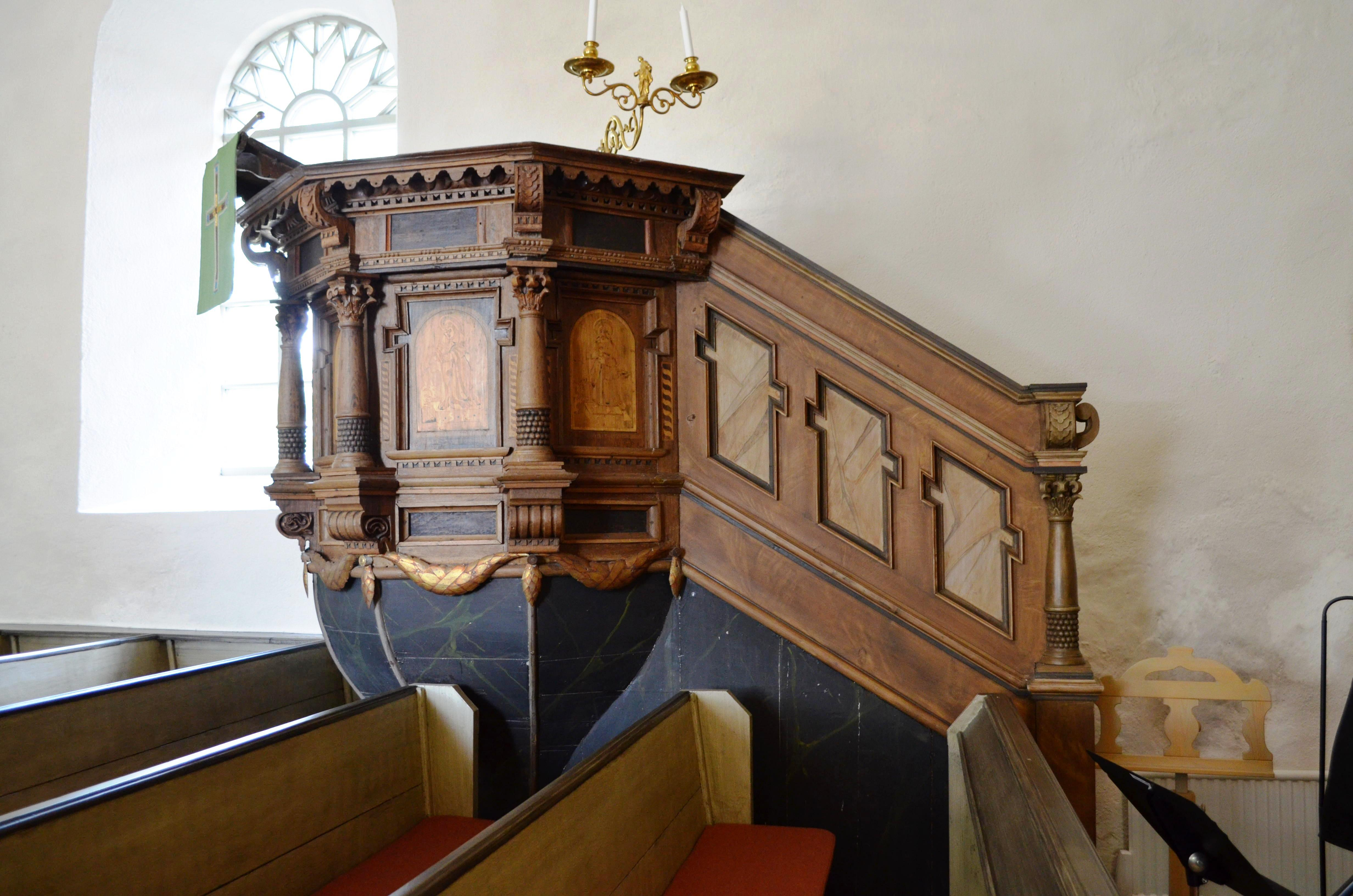
Östra Skrukeby kyrkas predikstol
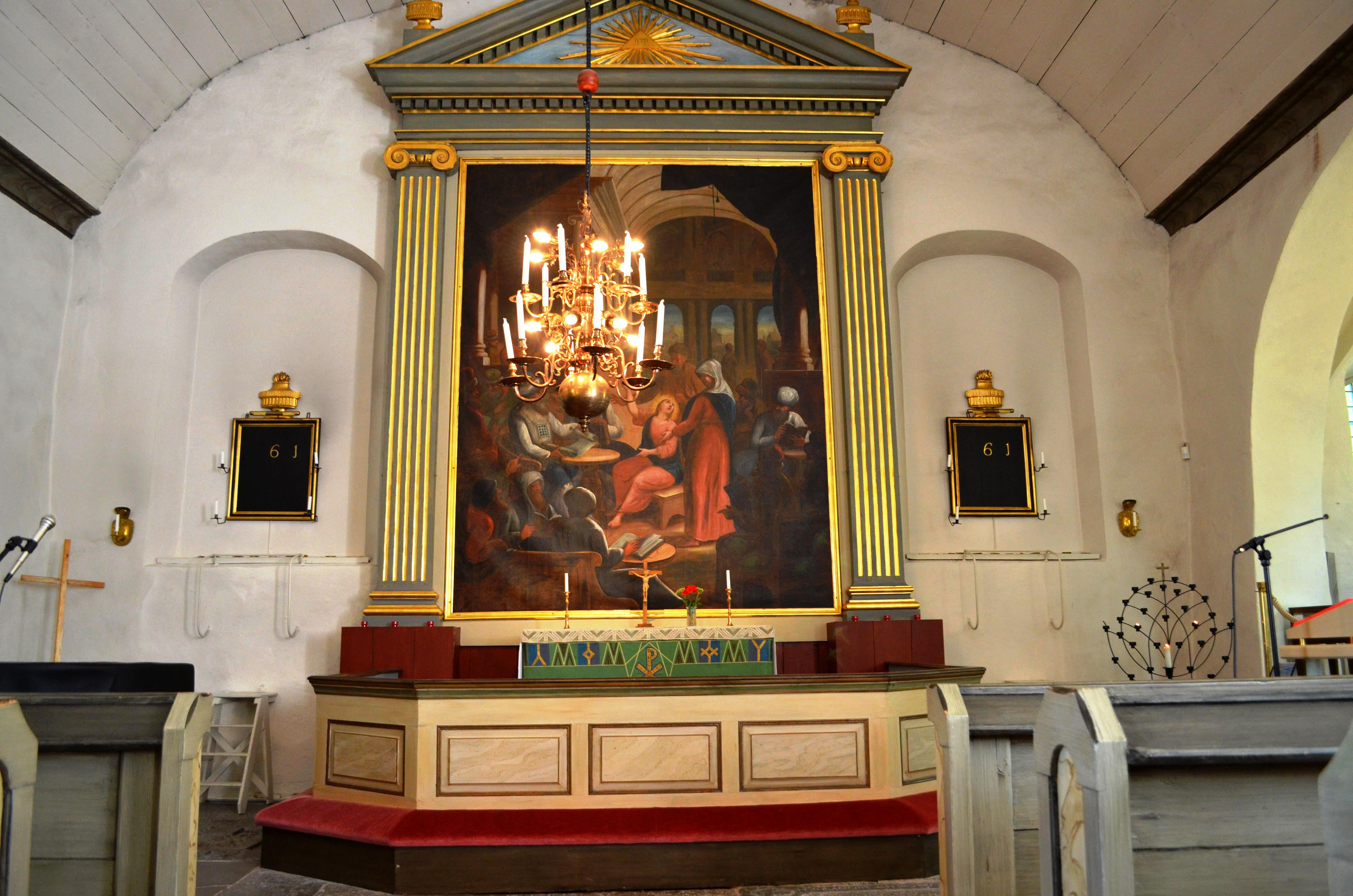
Östra Skrukeby kyrkas altare

## Historik

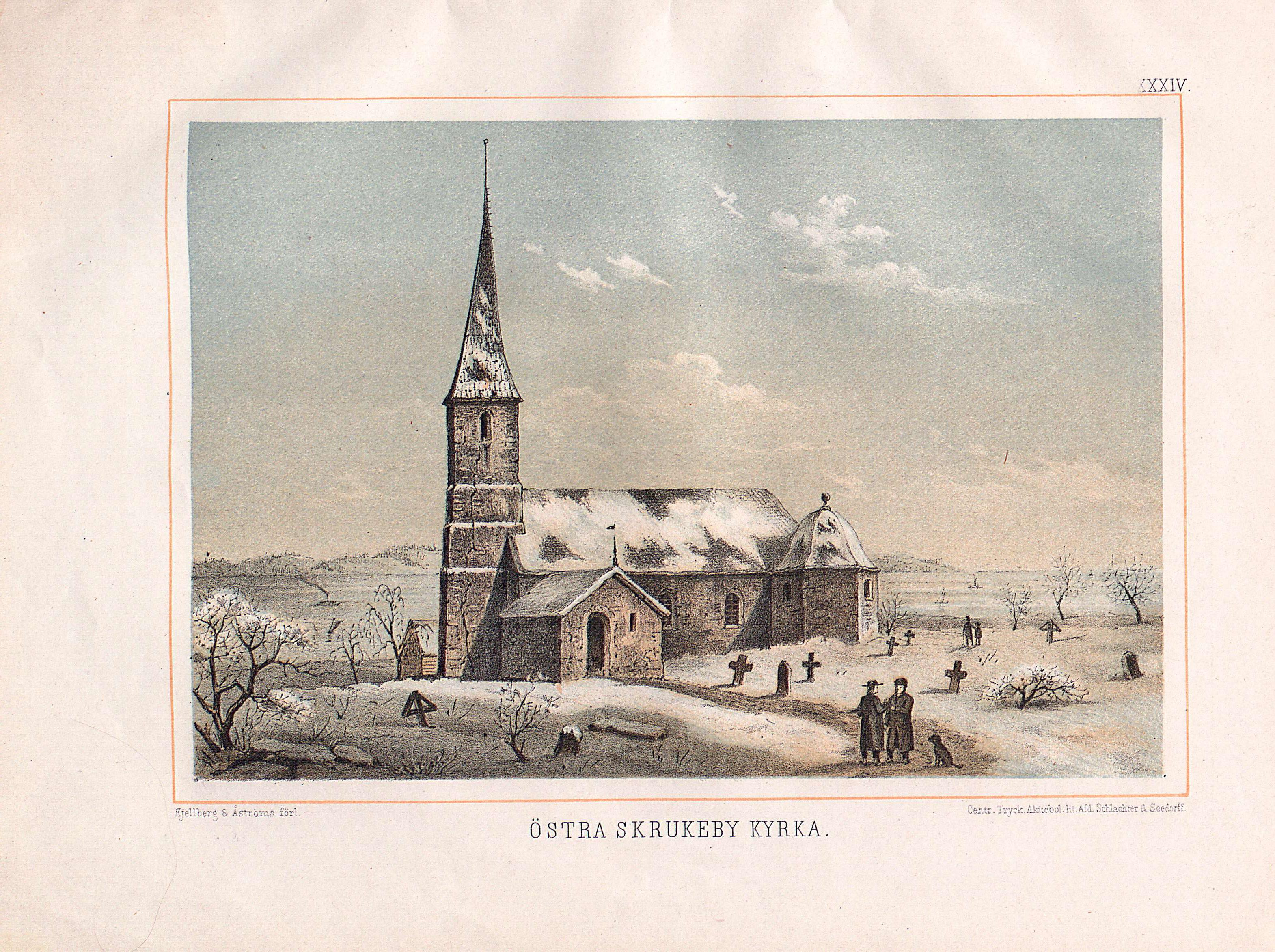
Färglitografi från 1874 som visar kyrkan innan tornet revs.

En runhäll av eskilstunakistetyp tyder på att kyrka har funnits på platsen redan på 1000-talet. Den nuvarande kyrkan bör alltså ha föregåtts av en träkyrka på ungefär samma plats. Det har dock inte gått att finna några synliga spår efter denna. Träkyrkan revs på 1100-talet och ersattes av en stenkyrka. Emellertid blev kyrkan snart för trång, förmodligen redan under 1200-talet, varför den förlängdes åt öster och utökades åt norr till nuvarande bredd. Den romanska kyrkan försågs sannolikt med ett smalare kor med absid, samt ett högt och slankt västtorn, mycket likt det i Kaga kyrka. Troligen under senmedeltiden välvdes kyrkan och fick två skepp, en tunnvälvd sakristia invid koret i norr och vapenhus vid porten i söder.
Under 1600-talet tillkom det ståtliga gravkoret på sydsidan, avsett för ägarna till Grensholms säteri norr om Roxen. Ända fram till 1827 tillhörde egendomen Östra Skrukeby socken. Byggnadsår är okänt men troligen uppfördes koret för landshövdingen Ture Ribbing, död 1656.
Kyrkans sengustavianska prägel härstammar från en omfattande ombyggnad 1793-1794. De stora pelarna i kyrkan var skrymmande, och såväl pelarna som de medeltida valven, revs för att ge plats åt den växande befolkningen. I stället uppfördes ett trätunnvalv, och kyrkan fick nya, regelbundet placerade fönster. Troligen var det nu kyrkan blev vitkalkad även invändigt. En ny piporgel kom på plats, likaså en ny altartavla.
År 1868 revs kyrkans medeltida torn, eftersom man observerat en spricka i muren. Faran för ras ansågs överhängande. Tornet har emellertid aldrig härbärgerat några kyrkklockor. De har alltid hängt i klockstapeln invid kyrkan. Befintlig stapel byggdes 1814. Storklockan är gjuten 1750 av M. Hultman, lillklockan 1708 av Elias Arenhardt, båda verksamma i Norrköping.
Mindre ut- och invändiga renoveringar har utförts under 1800- och 1900-talen. Nuvarande vapenhus vid västra ingången uppfördes 1926, men det är okänt när västporten togs upp och blev huvudingång i stället för sydporten.

## Bilder

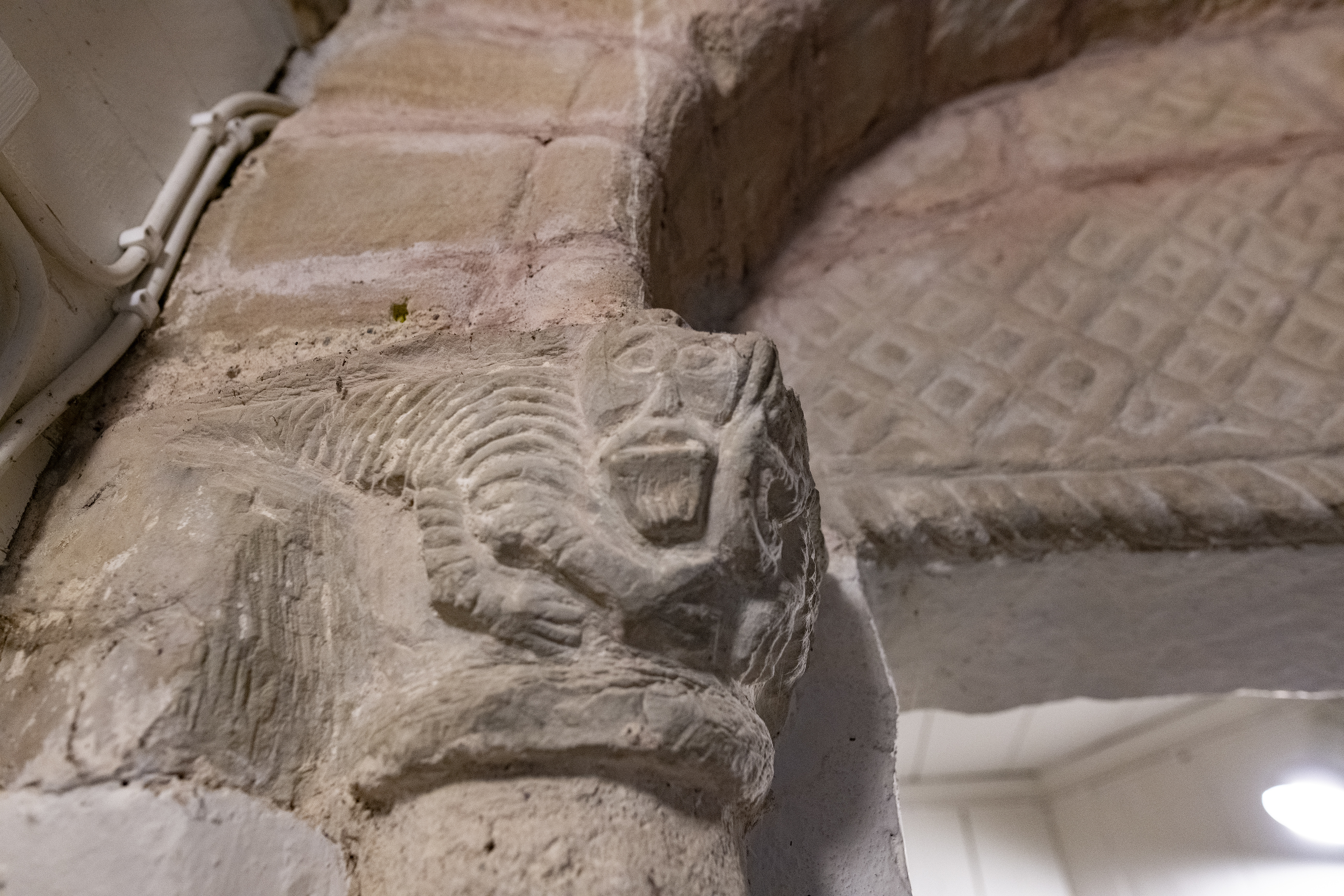
Romansk figur i den romanska portalen
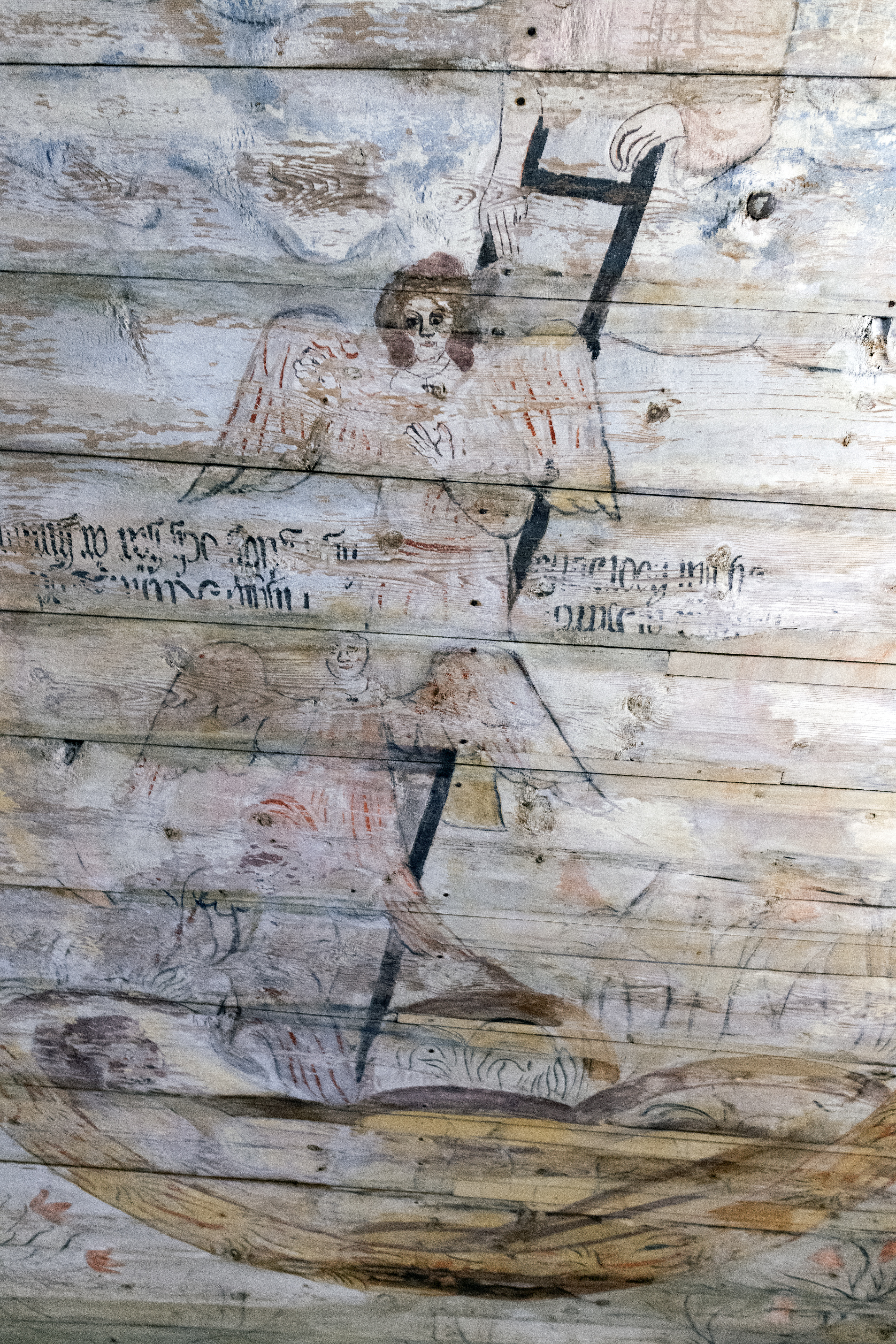
Takmålning i vapenhuset
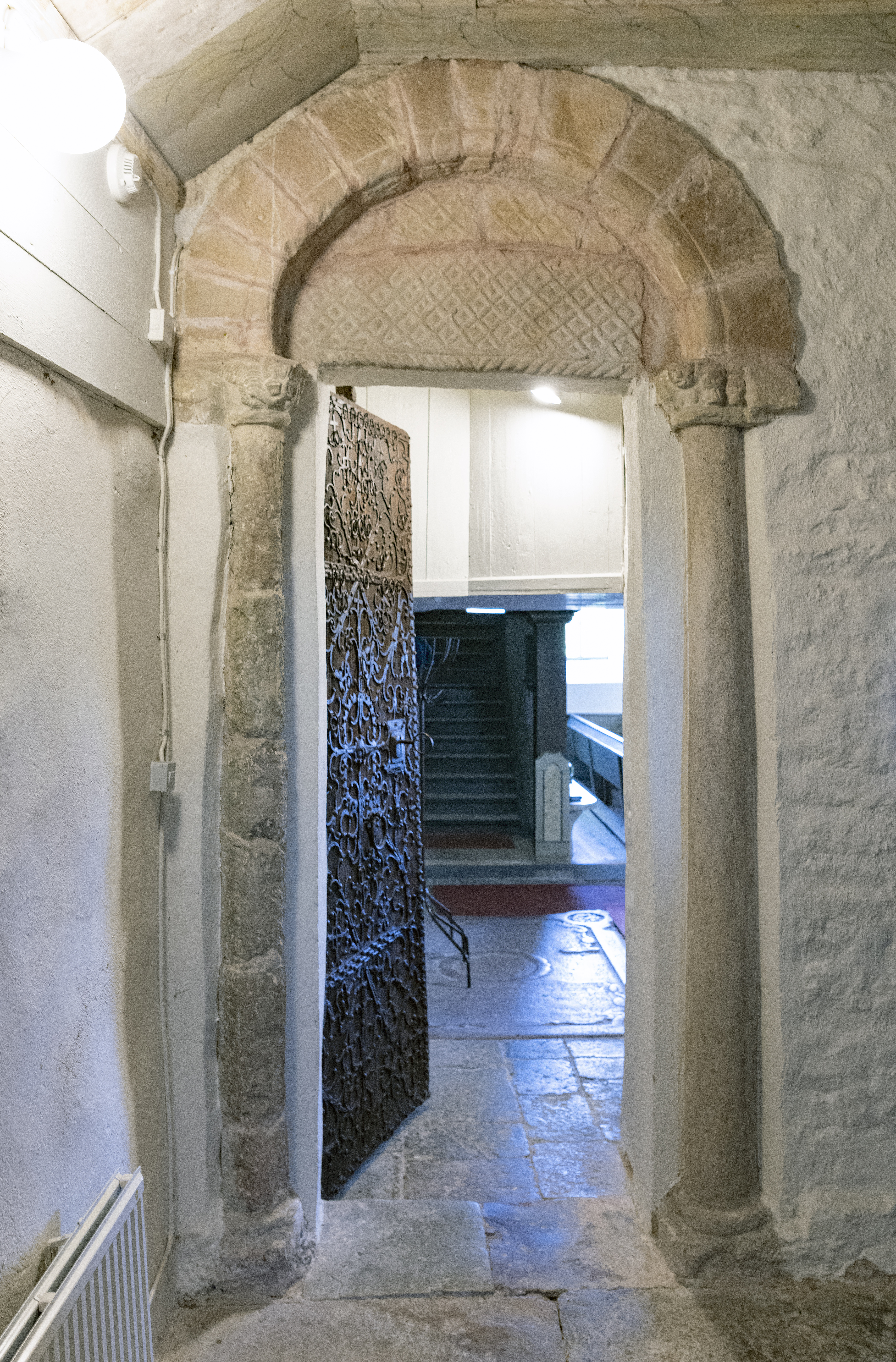
Romanska portalen med medeltida dörr
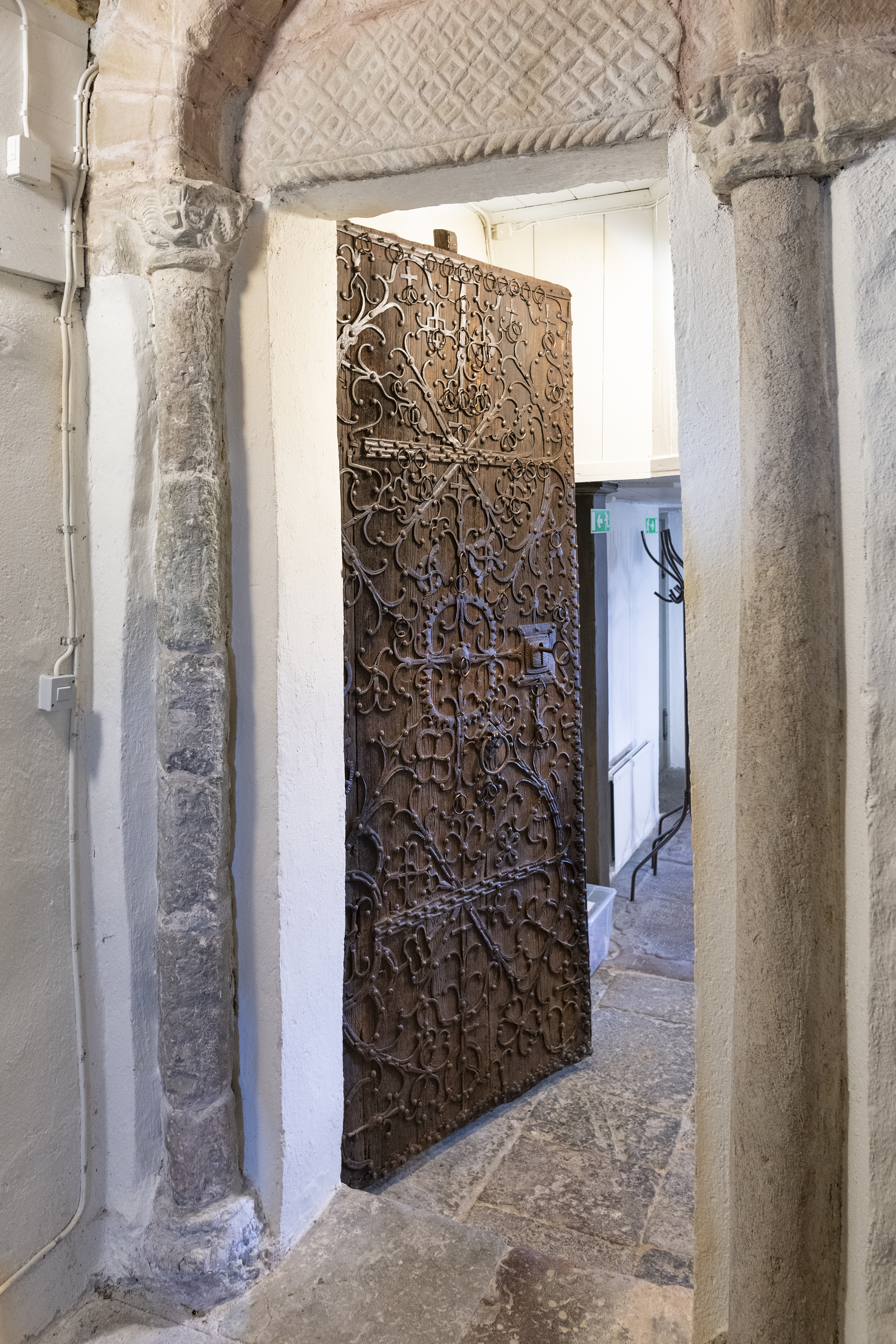
Den tidigmedeltida portalen

## Inventarier

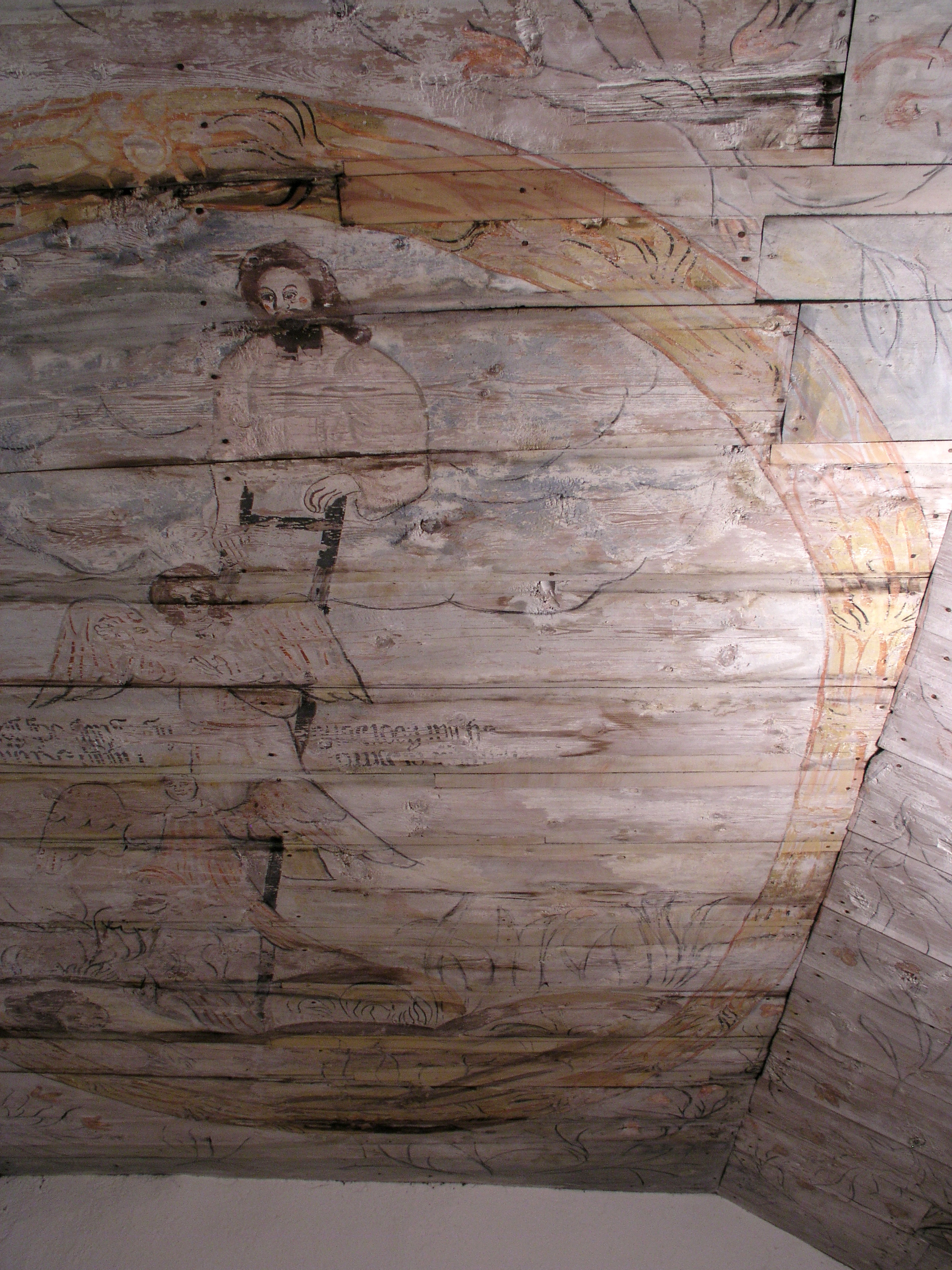
Takmålning

- En lockhäll till ett gravmonument av kalksten i form av en s.k. eskilstunakista från 1000-talets senare hälft. Text (redigerad): Sven och Inge läto göra kummel efter Vibjörn sin fader gode, Gud hjälpe hans själ.
- Träport från 1100-talet i den medeltida portalen i södra ingången. Porten är till stor del täckt av järnsmide med många detaljer.
- I kyrkgolvet finns en mängd vackra och intressanta gravstenar.
- Dopfunt i mässing dekorerad med olika slags drivna och passande ornament. Den är säkerligen tillverkad vid mässingsbruket i Norrköping och utgör en gåva av faktoren Peter Speet 1663.
- Predikstol skänkt av änkan Maria Kyle år 1665 till minne av hennes man landshövdingen Ture Ribbing på Grensholmen. Vid restaurering 1926 återfanns den ursprungliga utsmyckningen med bilder av de fyra evangelisterna och Kristus som Salvator Mundi utförda i intarsia.
- Längs norra långvägen hänger ett epitafium skänkt av Olof Jonsson (riksdagsman) på 1660-talet. Tavlan domineras av en bild av Kristus på korset, men vid korsets fot är flera personer avbildade. Minnesbilden är skänkt till "Gudhs helige nampn till Ähra, Kyrkian till prydnad" men också till minne av Olofs far Jon Bengtsson.
- Piporgel är byggd av Pehr Schiörlin 1794 (se nedan).
- Altartavla Jesus vid tolv års ålder lärande i Jerusalems tempel målad av Pehr Hörberg 1804. I solsymbolen ovanför altartavlan finns tetragrammet JHWH.

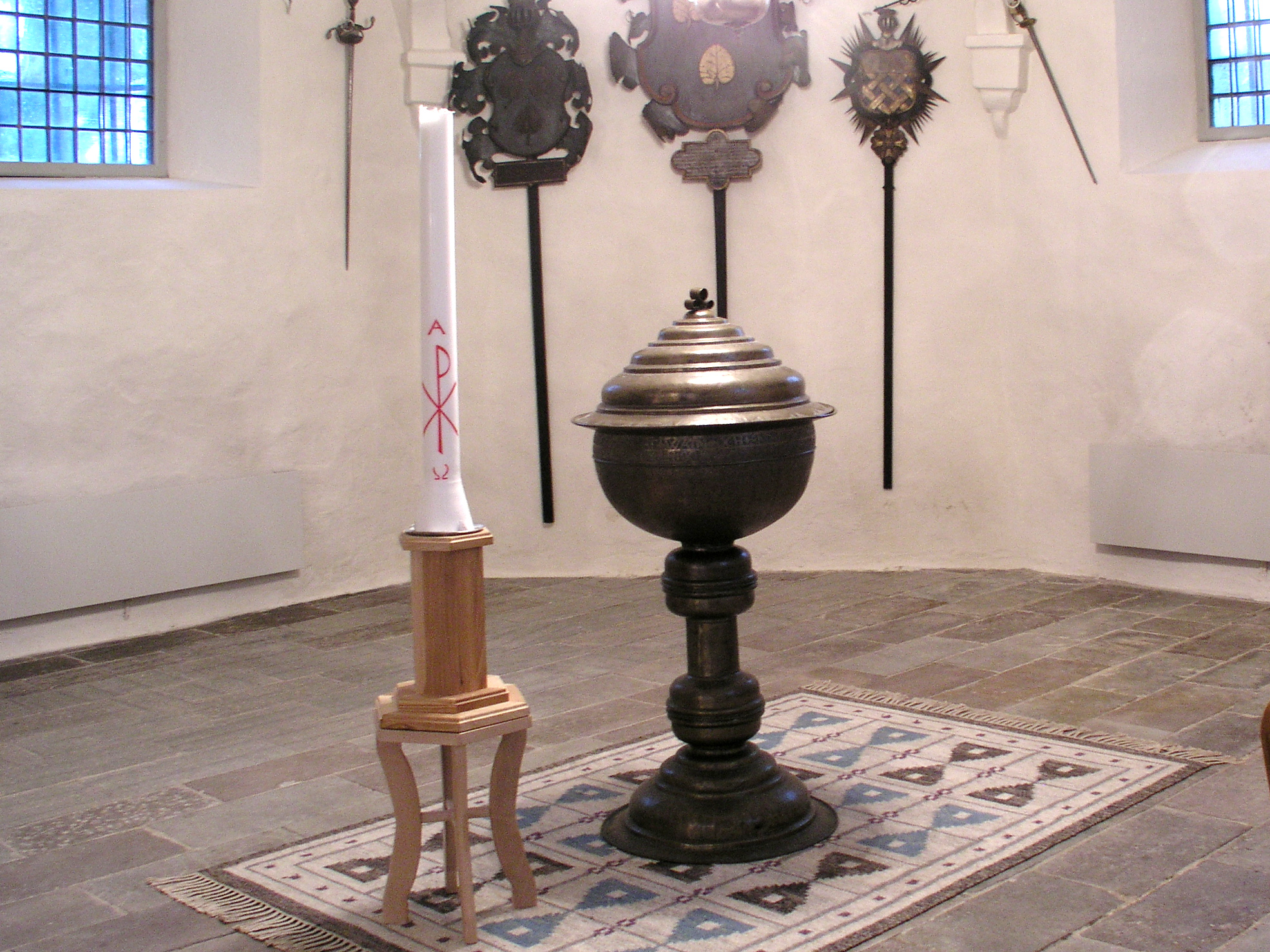
Gravkoret
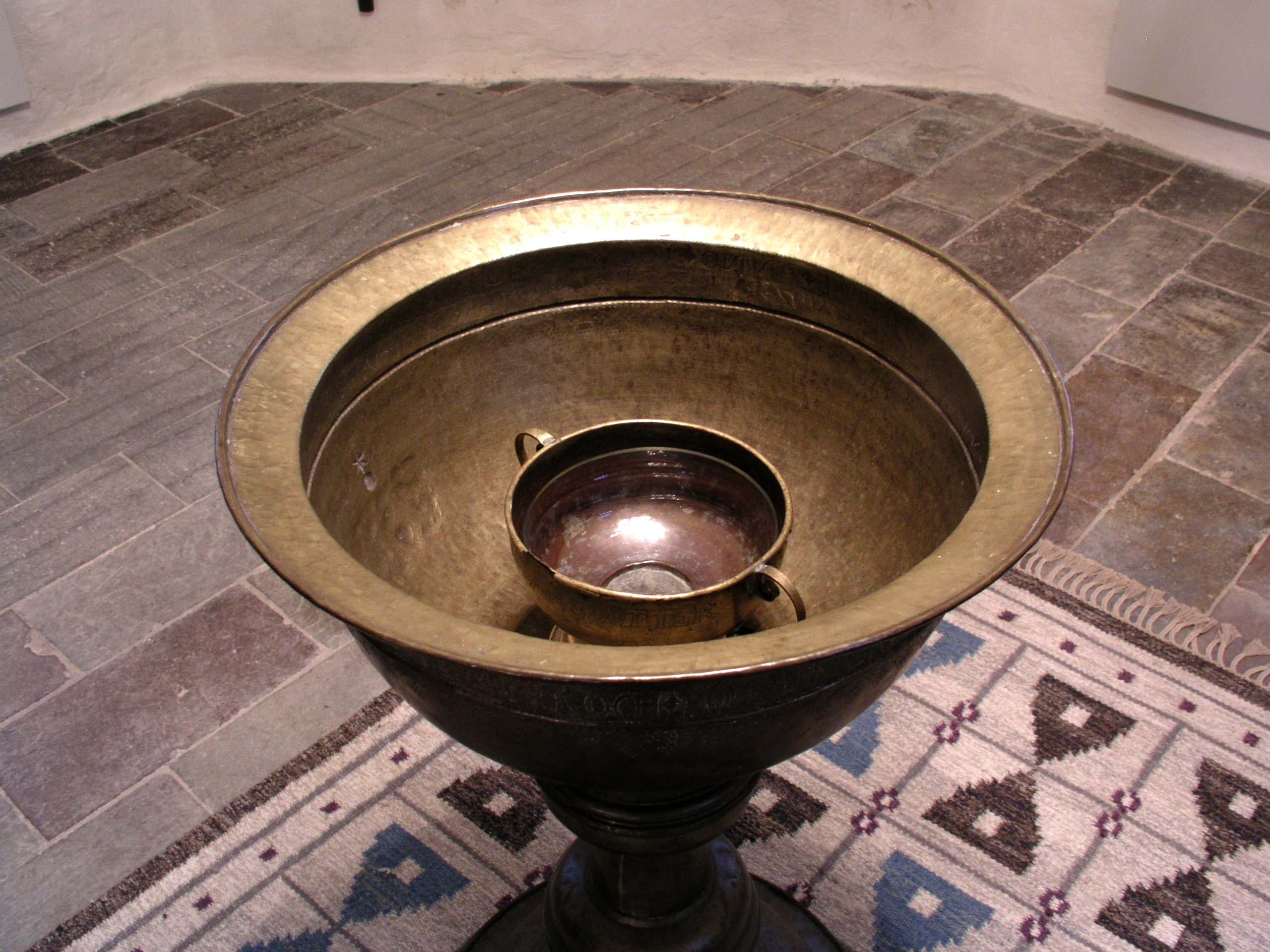
Dopfunt
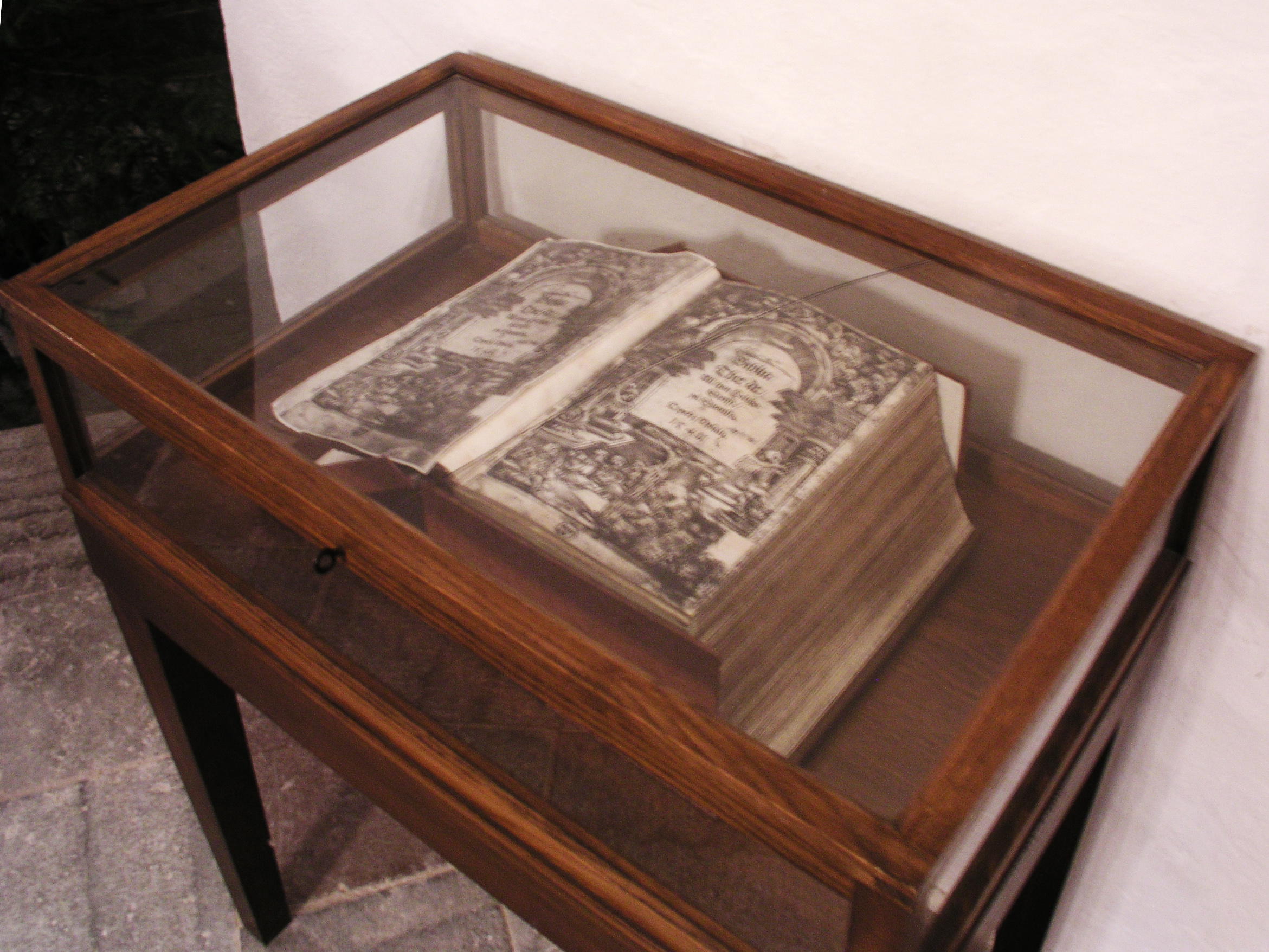
Gustav Vasas bibel
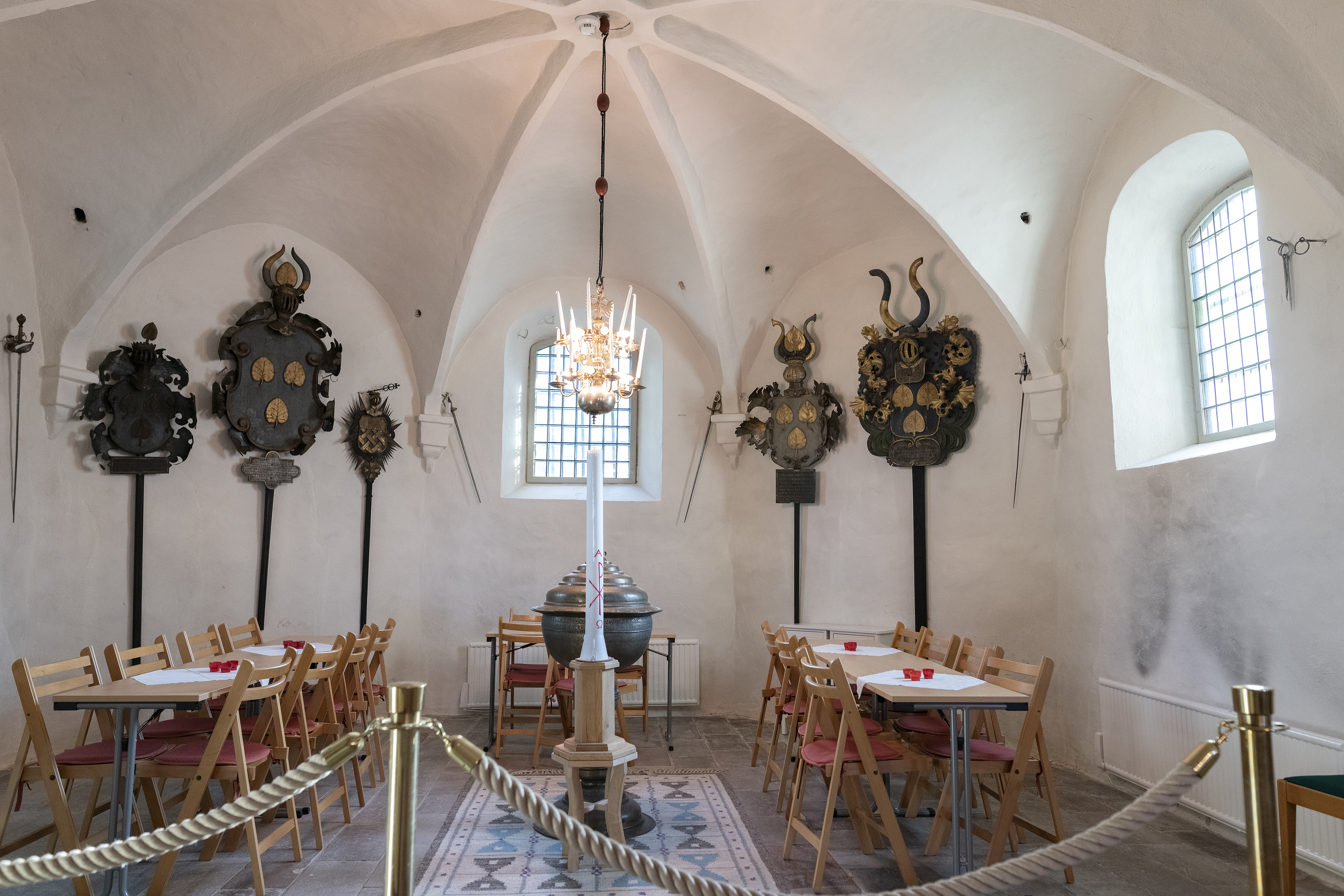
Gravkoret år 2020
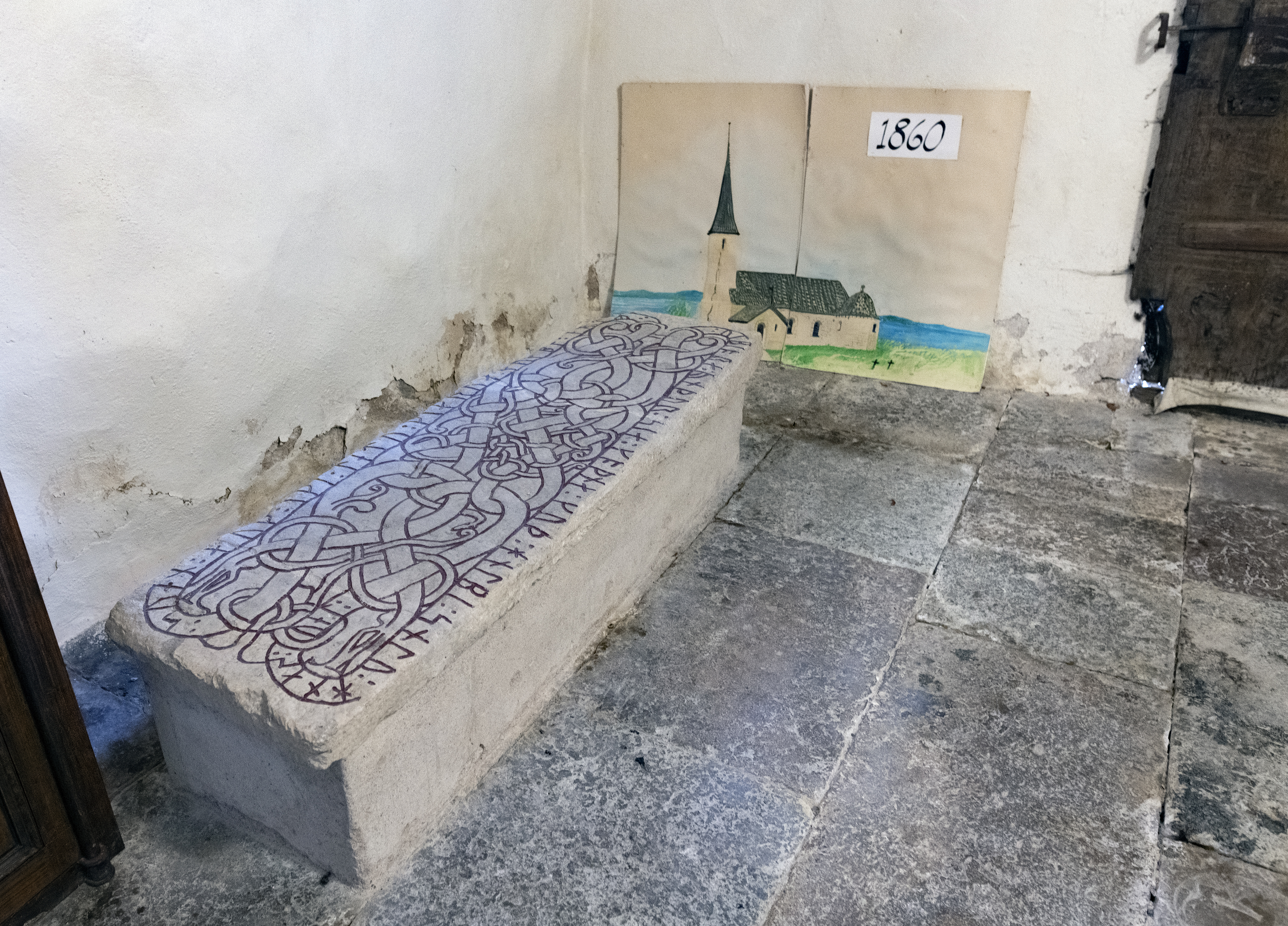
Lockhäll från tidigmedeltida kista
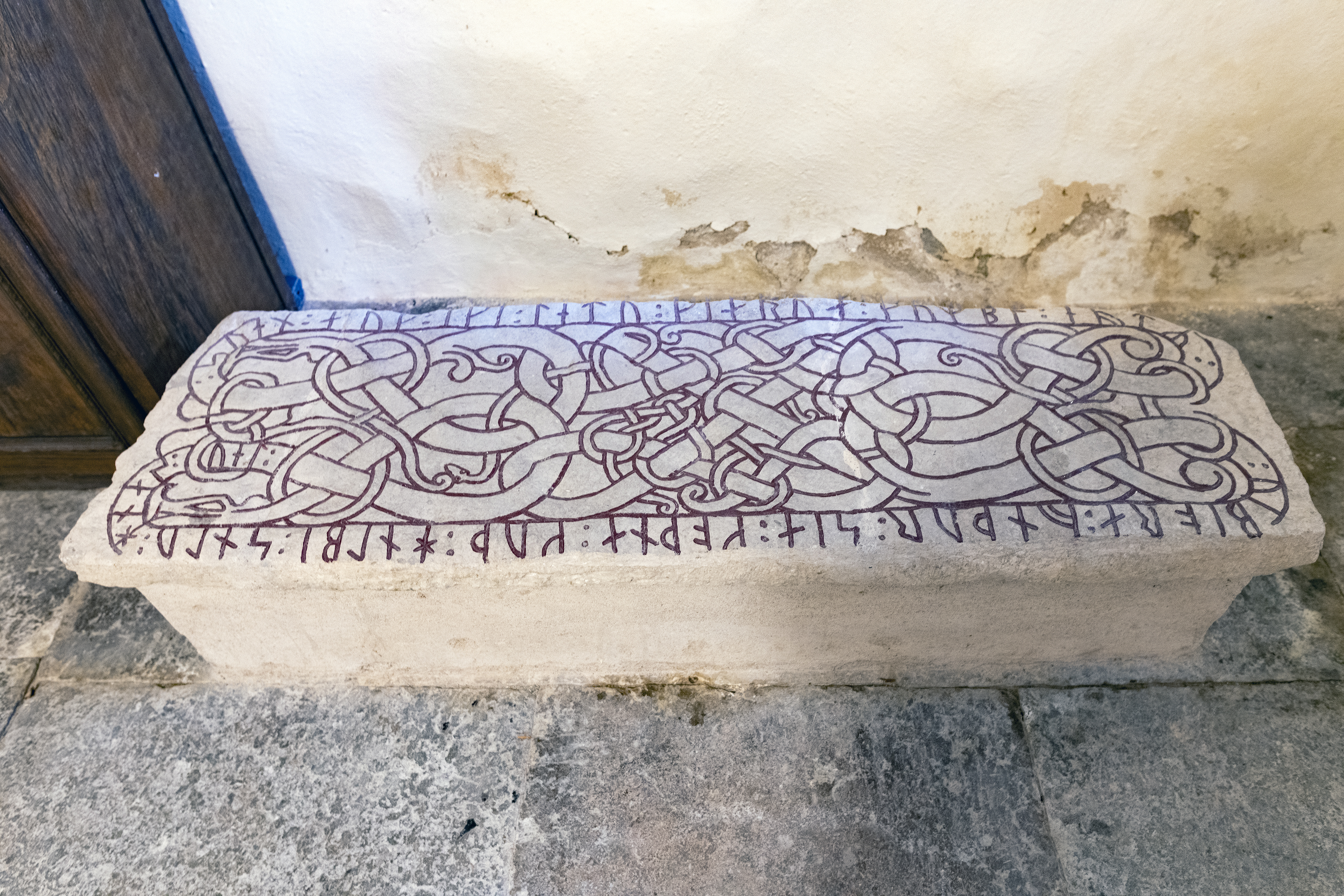
Lockhäll från tidigmedeltida kista

## Orgel

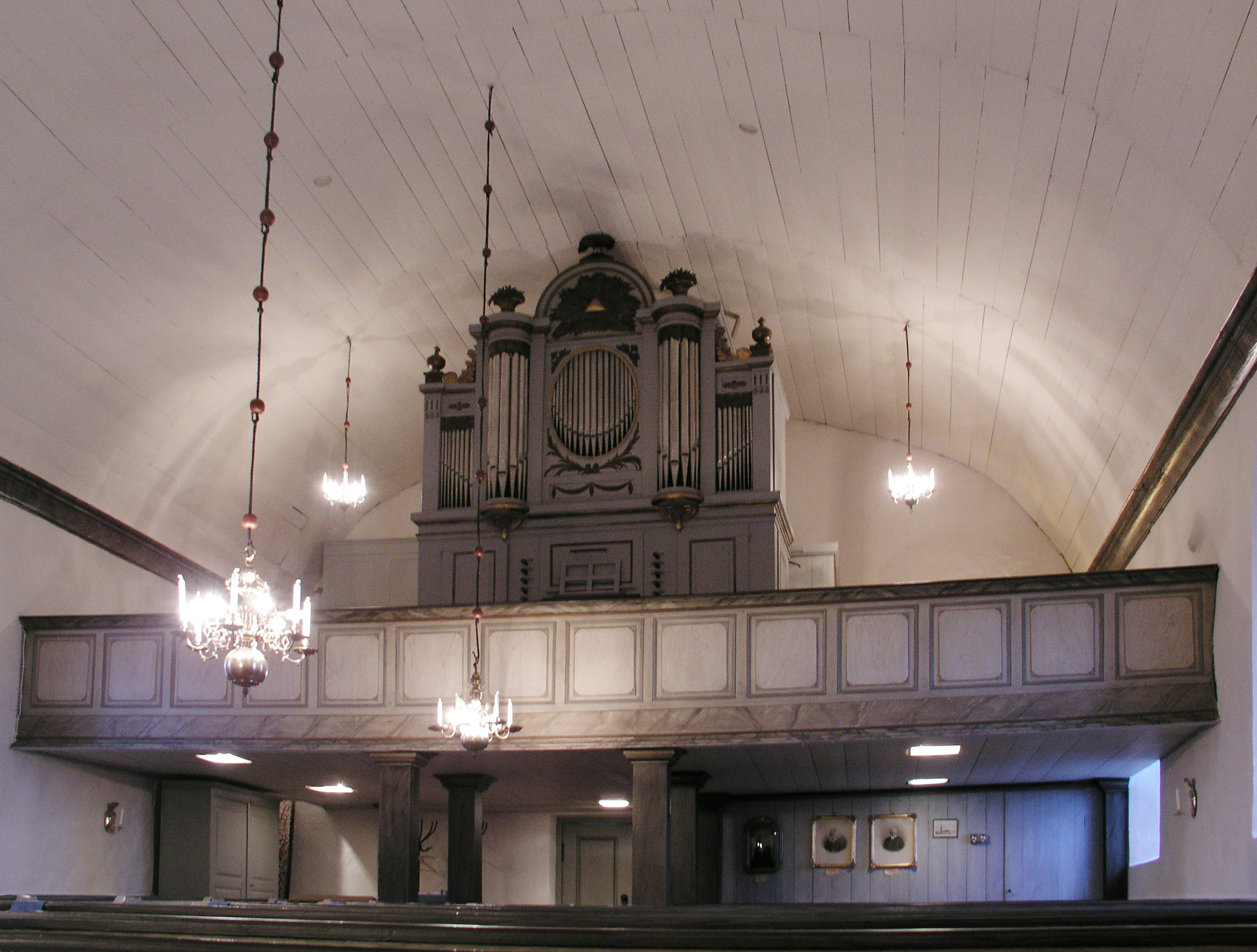
Läktarorgeln

- Ett positiv med 5 stämmor ges i testamente efter landshövdingen Hans Strijks änkefru Brita Skytte.[1] De första uppgifterna om en orgel i kyrkan finns från en prostvisitation 1693, där församlingens organist han inte fått ut sin lön. I en inventarieförteckning från 1735 upptas ett orgelverk om "5 stemmor". Orgeln reparerades 1704 av Laurentius Betulander i Näsby socken.[2] 1708 stämdes orgeln och nytt skinn sattes ditt på bälgarna av Johan Agerwall, Söderköping.[3]
- I samband med renovering av kyrkan 1793-1794 bygger Pehr Schiörlin, Linköping, ett enmanualigt verk med 10 hela och 3 halva orgelstämmor och bihangspedal. Manualklaviaturen har svarta undertangenter. Fasadpiporna ljudande i turellerna och sidofälten (Principal 4').
- 1861 sker en nödvändig bälgreparation. Den utförs med största säkerhet av en av de berömda bröderna Sven & Erik Nordström, som också passar på att modernisera manualklaviaturen genom att byta ut den mot en med vita undertangenter. Den gamla klaviaturen lades i bälghuset.
- 1941 reparation av Theodor Frobenius & Co, Lyngby, Danmark. Man var skonsam mot pipmaterialet men rev tyvärr ut det gamla bälgverket.
- 1963 gör Bröderna Moberg, Sandviken, en inte särskilt omfattande iståndsättning.
- 1991 sker en restaurering av firma Åkerman & Lund, Knivsta. Projektansvarig är orgelkonsult Carl-Gustaf Lewenhaupt. Den viktigaste åtgärden var att rekonstruera bälgverket, som 1794 bestod av två stora kilbälgar i ett separat bälghus bakom orgelhuset. Större delen av bälgupplaget fanns kvar, men däremot inte själva bälgarna och deras trampanordning, vilka har fått återskapas efter andra av Schiörlins bevarade luftanläggningar. Därmed kan orgeln i Östra Skrukeby sägas ha återfått sin själ. Dessutom har Schiörlins gamla vackra originalklaviatur, efter 130 års vila i bälghuset, åter kommit på plats. Nordströms klaviatur har lagts i bälghuset. Orgeln är stämd i korton och tempererad enligt Schiörlins normala metod. Instrumentet framträder nu på ett sätt som mycket nära ansluter till originalskicket.

Ursprunglig och nuvarande disposition:
| Manual C-f³                              | Pedal C-a° |
| Principal 8', D                          | bihängd    |
| Gedacht 8'                               |            |
| Qvintadena 8'                            |            |
| Principal 4', B/D (fasad)                |            |
| Fleut 4'                                 |            |
| Qvinta 3' (eg. 2 2/3')                   |            |
| Octava 2'                                |            |
| Wahlfleut 2'                             |            |
| Mixtur II, oktavkor, 1' + 1'             |            |
| Mixtur II, ters- & kvintkor, 4/5' + 2/3' |            |
| Trumpet 8', B/D                          |            |
| Trumpet 4', B                            |            |
| Wox humana 8', D                         |            |
| Tremulant                                |            |
| Sperventil                               |            |

### Fotnoter
1. ↑  Abr. Hülphers, Historisk Afhandling om Musik och Instrument särdeles om Orgwerks Inrättningen i Allmänhet jemte Kort Beskrifning öfwer Orgwerken i Swerige (1773), s. 264.
2. ↑  Östra Skrukeby (E) C:2 (1696-1735) Sida: 41
3. ↑  Östra Skrukeby (E) C:2 (1696-1735) Sida: 49, 53